# 2419 Moldavia
2419 Moldavia eller 1974 SJ är en asteroid i huvudbältet som upptäcktes den 19 september 1974 av den ryska astronomen Ljudmila Tjernych vid Krims astrofysiska observatorium på Krim. Den har fått sitt namn efter Moldaviska SSR, som senare blev Moldavien.
Asteroiden har en diameter på ungefär 6 kilometer och den tillhör asteroidgruppen Vesta.